# Вампум
Вампум се наричат нанизани на тънък кожен ремък цилиндрически мъниста, изработени от черупките на вида Busycotypus canaliculatus. Вампуми са се използвали от северноамериканските индианци като мнемонична система за записване на сключени договори, търговия, както и за ритуални и религиозни цели. Понякога се използвали и като разменна стока. Когато един индианец отива при друг и иска да му каже истината е задължително да му подари вампум, защото е знак, че човекът който ти го дарява от сега нататък ще говори само истината.
Мънистата от черупки имат отдавна голямо културно значение, най-вече за племената от южна Нова Англия. Народите живеещи по Атлантическото крайбрежие събират мидени черупки и раковини и изработват мъниста, които нанизват на ремък или вплитат във вид на огърлица или яка, а по-късно и в колани. Вампумите са търгувани с племената във вътрешността и така достигат чак до Големите равнини. Такива мъниста са открити в североизточните части на континента, датиращи от поне 4500 години. Тези мъниста са доста по-груби от изработваните по-късно. Има множество традиционни форми и размери на мънистата, някои са цилиндрични, други кръгли или продълговати, а трети с форма на диск. Вампумите са изработени от мъниста в два цвята – бял и лилав.
Вампумите от средния и късен период Уудланд, започващ от около 200 г. вече имат стабилна форма от около 8 милиметра на дължина и 5 милиметра в диаметър. След пристигането на европейците с техните железни инструменти, мънистата за направата на вампуми стават още по-фини. Поради недостига на монети в Нова Англия, вампумите бързо се превръщат в основна валута в началото на колониалния период. Затова производството им значително се увеличава сред племената в южна Нова Англия, а заселниците започват да ги произвеждат и фабрично. В този период пекуот и нарагансет държат монопола в производството и обмяната на вампуми.
Самата дума вампум идва от дума на езика на нарагансет и означава „бели мъниста от черупки“.
Конкретен модел вампуми символизира някакво важно събитие или показва родство в дадена група или служи като потвърждение на семеен брак, а също така се използва и като обезщетение за убийство или при откуп на пленници. С вампуми са валидизирани важни договори с първите заселници в Америка и се използват още за да се помни устната история на дадено племе. Много от индианските общности имат в миналото специални хора пазители на вампумите, които също така и тълкуват историите съдържащи се в тях.